# Kristen Juul Christensen
Kristen Juul Christensen (27. november 1898 i Tvede ved Randers – 29. juni 1977 i Hørning) var en dansk politiker Dansk Samling, som var minister uden portefølje i Befrielsesregeringen.
Han var søn af gårdejer Niels Juul Christensen (død 1947) og hustru Kirstine Kathrine f. Gravesen (død 1958), blev uddannet ved landbruget og på Ryslinge Folkehøjskole 1916-17, Askov Folkehøjskole 1918-19 og Malling Landbrugsskole 1920-21 og overtog fædrenegården 1926.
Han blev minister uden porteføjle i det andet ministerium Buhl i 1945. Sognerådsmedlem fra 1937, sognerådsformand og formand for Socialudvalget 1937-45 samt medlem af hovedbestyrelsen for Dansk Samling 1943, formand 1948-50.
Han blev gift 15. april 1930 med Gudrun Elfrida C. (17. november 1905 på Henriksminde ved Randers – 1973), datter af gårdejer Niels Christian Nielsen (død 1940) og hustru Severine f. Friis Sørensen (død 1951).